# Подорогин, Георгий Кононович
Георгий Кононович Подорогин (15 августа 1921 — 23 сентября 2001) — связист минометной роты 323-го гвардейского горнострелкового полка (128-я гвардейская горнострелковая дивизия, 1-я гвардейская армия, 4-й Украинский фронт), гвардии красноармеец — на момент представления к награждению орденом Славы 1-й степени.

## Биография
Родился 15 августа 1921 года в селе Бургун-Маджары Левокумского района Ставропольского края.
В марте 1941 года был призван в Красную Армию. На фронте в Великую Отечественную войну с июня 1941 года.
6 ноября 1944 года гвардии красноармеец Подорогин Георгий Кононович награждён орденом Славы 3-й степени. 14 февраля 1945 года награждён орденом Славы 2-й степени.
29 апреля 1945 года в боях в Чехословакии связист минометной роты Подорогин устранил на линии много порывов, что позволило эффективно управлять огнём минометной роты и нанести противнику существенный урон.
Указом Президиума Верховного Совета СССР от 29 июня 1945 года за исключительное мужество, отвагу и бесстрашие в боях на заключительном этапе Великой Отечественной войныгвардии красноармеец Подорогин Георгий Кононович награждён орденом Славы 1-й степени. Стал полным кавалером ордена Славы.
В 1946 году был демобилизован. Вернулся на родину.
Скончался 23 сентября 2002 года. Похоронен на кладбище города Славянск-на-Кубани Краснодарского края.